# Cercyon kulzeri
Cercyon kulzeri är en skalbaggsart som beskrevs av Knisch 1922. Cercyon kulzeri ingår i släktet Cercyon och familjen palpbaggar. Inga underarter finns listade i Catalogue of Life.